# 明慈皇太妃
明慈皇太妃（越南语：／，？—1365年），姓黎氏（越南语：／），越南陳朝第五代君主陳明宗的妃嫔，陳憲宗、陈艺宗的生母。
黎氏與陳明宗的皇后憲慈皇后同母，是阮聖訓之女嫁到黎家所生之女。是黎國耄的姐妹，黎季犛的姑姑。陳明宗册封黎氏为英姿元妃（越南语：／）。大庆六年（1319年），英姿元妃生明宗次子陈旺，大庆八年（1321年），生明宗三子陈暊。黎氏的妹妹为光憲宸妃，生陈睿宗。开泰六年（1329年），明宗禅位给陈旺，陈旺即陳憲宗。开祐十三年（1341年），陳憲宗驾崩，明宗立憲慈皇后的儿子陈裕宗即位。大治八年（1365年）十一月，黎氏去世。绍庆元年（1370年），陈暊继位，陈暊即陳藝宗。绍庆二年（1371年）正月，陈艺宗追尊親生母英姿元妃為明慈皇太妃。